# Uno Lilljeforss
Uno Arvid Lilljeforss, född 21 april 1884 i Växjö stadsförsamling, Småland, död 16 november 1915 på Lunds lasarett, Skåne, var en svensk tidningsman. Han var även verksam under pseudonymerna Garçon och Writer. Åren 1904-1915 var Lilljeforss redaktör och ansvarig utgivare för Skåningen Eslöfs Tidning.

## Bakgrund
Uno Lilljeforss föddes i Växjö som son till handlaren och sedermera tidningsdirektören Oscar Arvid Lilljeforss (1844–1925) och Hanna Lilljeforss, född Nilsson (1847–1915). Lilljeforss studerade vid de högre allmänna läroverken i Växjö 1893–1895 samt Helsingborg 1895–1898.

## Karriär
Lilljeforss började sin karriär i tidningsbranschen som nittonåring när han i september 1903 blev journalist vid Öresunds-Posten. Han arbetade vid tidningen i nio månader fram till juni 1904.

### Skåningen Eslöfs Tidning
I juli 1904 tillträde hans far Oscar Arvid Lilljeforss som ny ägare för Skåningen Eslöfs Tidning. I samband med detta blev 20-åriga Uno Lilljeforss ny redaktör och ansvarig utgivare för tidningen. Han efterträdde därmed tidigare ägaren Mårten Rahm som varit redaktör för Skåningen och dess företrädare sedan 1878. Lilljeforss hade som målsättning att göra Skåningen till en ”snabb, vaken och innehållsrik nyhets- och annonstidning”. Tidningens politiska tendens rörde sig under kommande år från frisinnad till konservativ och sedermera moderat. Lilljeforss betonade själv dock att tidningen befinner sig på det ”moderata planet” och tog avstånd från kritiker som kallade den för stockkonservativ. I rösträttsfrågan som präglade början av 1900-talet förespråkade Skåningen den proportionella sidan – som sedermera vann. Lilljeforss motsatte sig statsminister Karl Staaffs förslag om majoritetsval i enmansvalkretsar som han menade skulle lägga ”så gott som hela den politiska magten i händerna på socialisterna”.
I rollen som redaktör på Skåningen satsade Lilljeforss mycket på lokaljournalistik i Skåne, mer specifikt Eslöv, Onjö, Harjagers, Frosta samt Färs härader. Detta genom att ha ett flertal korrespondenter utspridda i bygderna. Tidningen började också samarbeta med flera professorer och skribenter som varje månad bidrog med en artikel i populärvetenskap och en inom skönlitteratur. Skåningen nådde sin allra högsta spridning under denna tid i form av antalet tryckta upplagor.
Lilljeforss skrev flera gånger i månaden krönikor i Skåningen under signaturen Garçon. Krönikorna – som hade rubriken ”Camera obscura” – kunde handla om allt möjligt. Bland de mest förekommande ämnena fanns kultur, vilket ofta inkluderade recensioner av lokala teatrar och revyer, samt politik, där Lilljeforss skrev om bland annat rösträttsfrågan och unionsupplösningen samt kritiserade diverse liberaler och socialister.

## Kontroverser

### Andersson mot Lilljeforss
I november 1904 väckte mejeriföreståndaren Åke Andersson tryckfrihetsåtal mot Uno Lilljeforss för en insändare publicerad i Skåningen Eslöfs Tidning som han fann kränkande och i strid med tryckfrihetsförordningen samt 1864 års strafflag. I insändaren så går det att läsa att Västra Sallerups andelsmejeri anklagas för att spä ut skummjölk med vatten samt att andelsägare och leverantörer uppmanas hålla sig borta från mejeriet. Målet togs upp i Malmö rådhusrätt där svarande presenterade hur käranden skulle ha sålt mycket mer mjölk än vad han hade köpt in. Käranden – som i en tidigare dom friats från mjölförfalskning – erkände att han tillfört vatten, men endast för att motverka skumbildning. I ett intyg från statens mejeriinspektör Gustaf Liljehagen förklarar mejeriinspektören att denna metod inte alls är vanlig och att det finns apparater som gör detta.
I januari 1907 meddelade juryn vid rådhusrätten i Malmö att Lilljeforss frias från alla anklagelser. Andersson blev ålagd att ersätta jurymännen, men behövde ej betala rättegångskostnaderna för Lilljeforss.

### Lindgren mot Lilljeforss
Lilljeforss blev svarande i ännu ett tryckfrihetsåtal i augusti 1906 när bataljonsläkaren Hjalmar Lindgren väckte åtal för en artikel i Skåningen som han fann synnerligen kränkande i egenskap av ämbetsman och privatperson. I artikeln anklagas dr Lindgren för att vara orsaken för döden av en beväringsman. Käranden begärde 5000 kr i skadestånd (motsvarande cirka 300 000 kr år 2021), ersättning för rättegångskostnaderna samt konfiskering av det aktuella tidningsnumret. Käranden menade att artikeln innehöll ”lögner och vrängda framställningar till allmänhetens förvillande” och att den publicerats som hämnd från svaranden som tidigare sökt befrielse från militärtjänstgöring utan framgång. Svaranden nekade till anklagelserna.
I december 1906 meddelade juryn vid Malmös rådhusrätt att Lilljeforss var skyldig och att artikeln bröt mot tryckfrihetsförordningen och strafflagen. Lilljeforss dömdes till böter på 600 kr och ålades att betala skadestånd på 1000 kr samt rättegångskostnader på 400 kr till dr Lindgren. Domen överklagades till hovrätten där påföljden sänktes till 300 kr i böter och 500 kr i skadestånd.

## Död
Till följd av sin mors plötsliga död drabbades Uno Lilljeforss av depression och höggradig nervositet. Han sökte medicinsk hjälp för sin nervositet vilket gjorde hans tillstånd bättre. Likväl, natten mot tisdagen 16 november 1915, sköt Lilljeforss sig själv i hjärtat i sitt hem i Eslöv. Strax därpå fördes han med bil till Lunds lasarett, men hans liv gick inte att rädda och Lilljeforss avled några timmar senare.